# Алтеа
Алтеа, Альтеа (валенс. Altea, ісп. Altea) — муніципалітет в Іспанії, у складі автономної спільноти Валенсія, у провінції Аліканте. Населення — 23 010 осіб (1 січня 2022).

## Географія
Муніципалітет розташований на відстані близько 370 км на південний схід від Мадрида, 47 км на північний схід від Аліканте.
На території муніципалітету розташовані такі населені пункти: (дані про населення за 2010 рік)
- Алтеа: 22063 особи
- Алтеа-ла-Велья: 579 осіб
- Л'Олья: 1364 особи

## Демографія
Динаміка населення (INE ):

## Галерея зображень

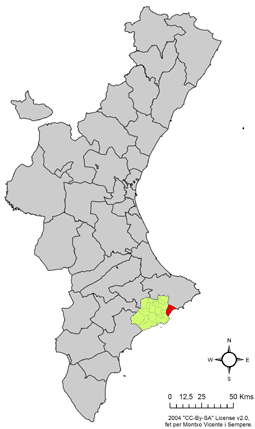
Розташування муніципалітету Алтеа у автономній спільноті Валенсія
Розташування муніципалітету Алтеа у комарці Маріна-Баха
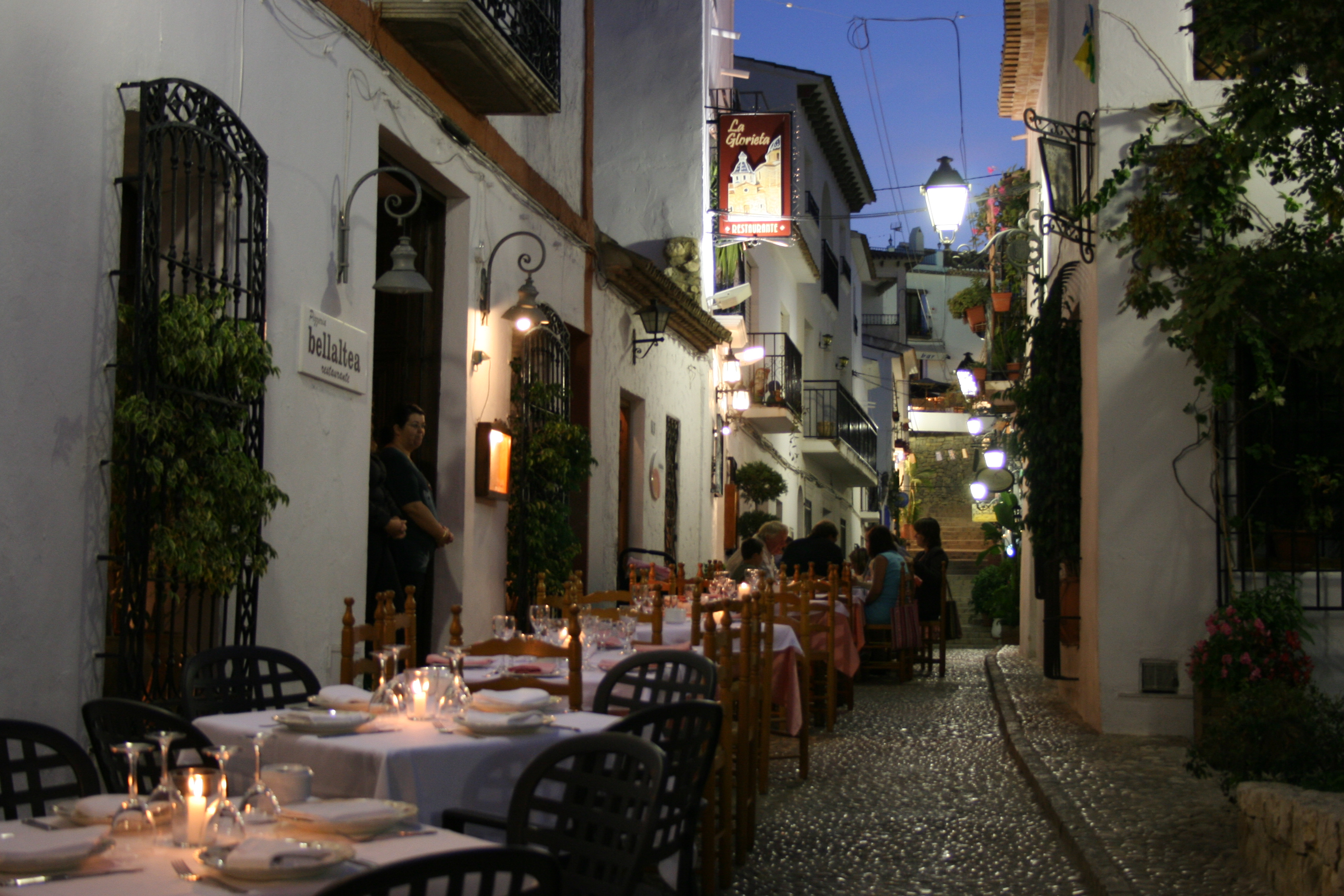
Типова вулиця старої частини міста
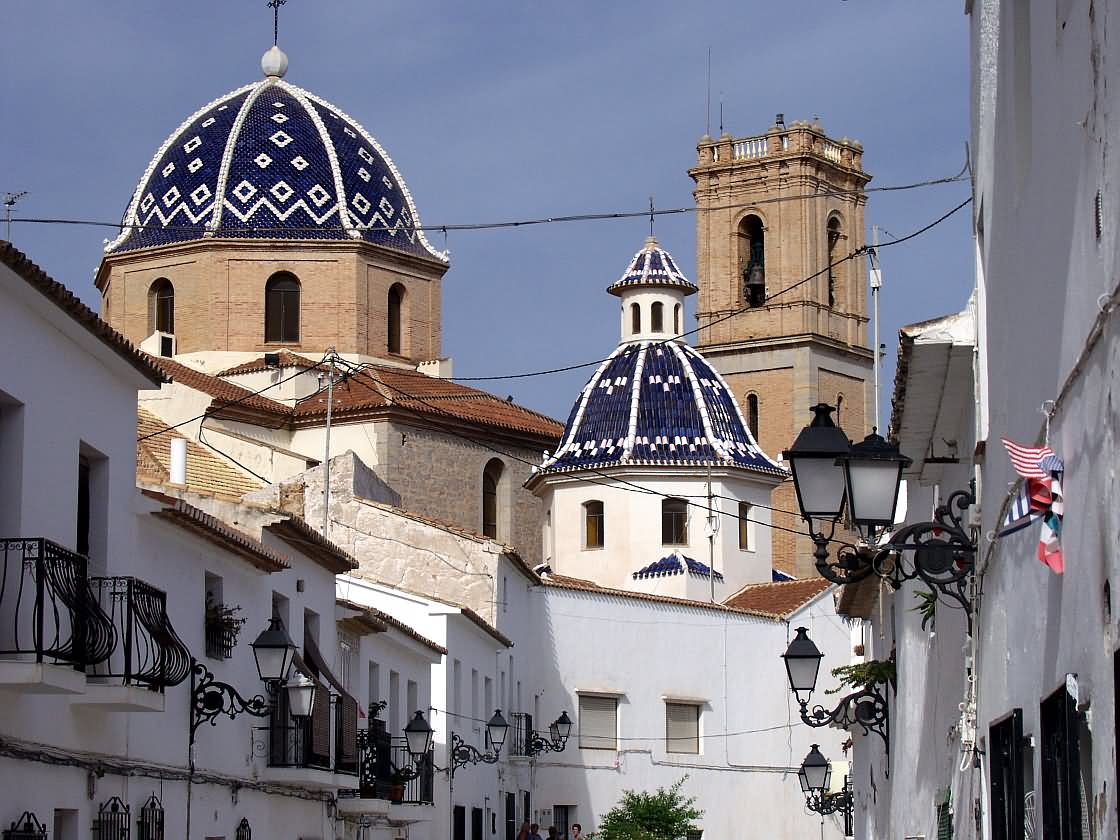
Вулиця старої частини міста
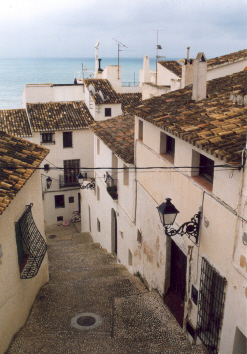
Вулиця
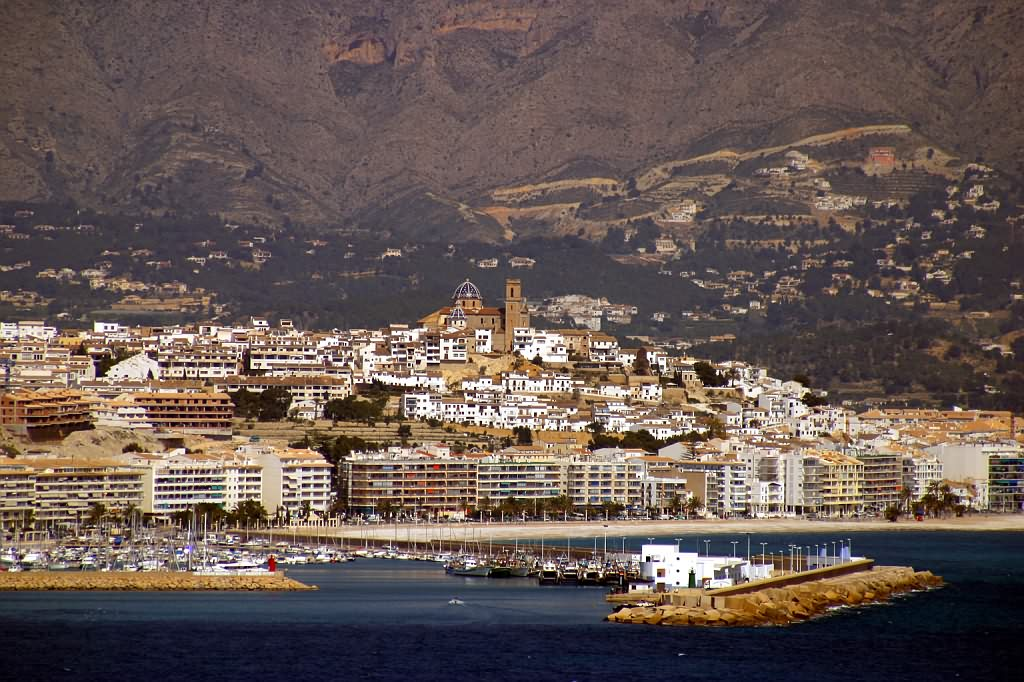
Алтеа
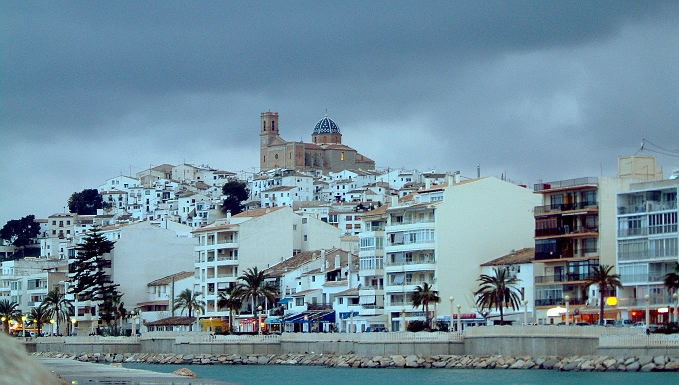
Альтеа
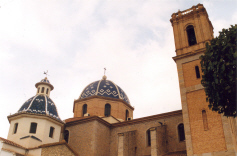
Церква Нуестра-Сеньйора-дель-Консуело
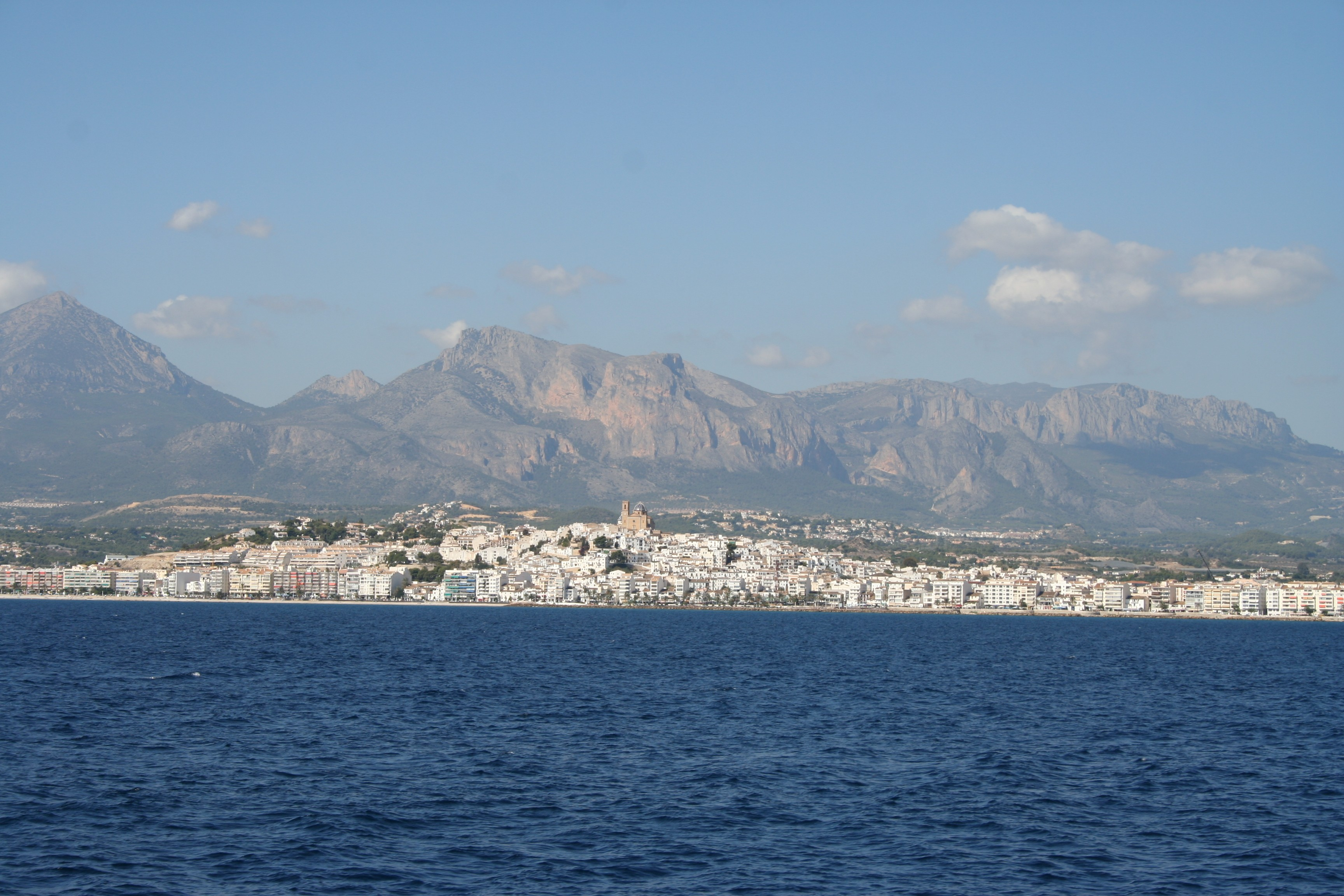
Алтеа з моря